# Queen Maud Gulf
Queen Maud Gulf (franska: Golfe de la Reine-Maud) är en vik i Kanada.   Den ligger i territoriet Nunavut, i den nordöstra delen av landet, 3 000 km nordväst om huvudstaden Ottawa.